# Neoorthocaulis binsteadii
Neoorthocaulis binsteadii là một loài rêu trong họ Anastrophyllaceae. Loài này được Kaal. L. Söderstr., De Roo & Hedd. mô tả khoa học đầu tiên năm 2010.